# Lac Seul
Lac Seul är en sjö i Kanada. Den ligger i Kenora District i provinsen Ontario, i den sydöstra delen av landet. Lac Seul ligger 357 meter över havet och arean är 1 657 kvadratkilometer.
Trakten runt Lac Seul är nära nog obefolkad, med mindre än två invånare per kvadratkilometer.